# František Appl
František Appl CSsR (30. září 1905, Krasíkov – 1987, Senohraby) byl český katolický kněz, člen kongregace redemptoristů.

## Život
Na kněze byl vysvěcen 29. června 1932 v Litoměřicích. Když v roce 1944 předal farní úřad v Jablonci nad Nisou kostel sv. Anny a přilehlé fary (přebudované na klášter) kongregaci redemptoristů, kteří zde měli svoji samostatnou pobočku v čele se superiorem (provincialát Karlovy Vary), přešel Appl do tohoto kláštera. P. Appl byl zatčen 16.9.1949 a odsouzen k 2½letému žaláři, protože aktivně předával instrukce od biskupa jiným duchovním. Díky milosti prezidenta z 22.2.1950 bylo 24.2.1950 zastaveno trestní řízení a byl současně propuštěn na svobodu. V době komunistické totality a po zničení klášterů v rámci Akce K v roce 1950 nebylo možné, aby nadále žil řeholní život v komunitě redemptoristů. Působil tedy na samostatných farách. Od roku 1951 byl administrátorem v Dolním Bousově a excurrendo administrátorem v Řitonicích a Markvarticích. Od roku 1955 působil ve farnosti Stebno a dále od roku 1959 v Benešově nad Ploučnicí. V roce 1968 ho můžeme najít na soupisu duchovních působících v České Kamenici, kde občas vypomáhal. Od roku 1970 byl farářem v Lobendavě a excurrendo administrátorem v Dolní Poustevně. Od 1. srpna 1972 již v duchovní správě v Lobendavě oficiálně pouze vypomáhal jako důchodce, avšak fakticky mohl, nerušen státními orgány, vykonávat kněžskou službu.
Zemřel v 82. roce věku a 56. roce kněžství v Charitním domově v Senohrabech. Dne 3. září 1987 po mši svaté v mariánském poutním kostele pohřben ve Staré Boleslavi.